# Square Enix
Square Enix, úplným názvem Square Enix Holdings Co., Ltd., je japonská společnost vyvíjející a publikující počítačové hry a videohry se sídlem v Tokiu. Mezi nejznámější série her z dílny Square Enix patří Final Fantasy, Dragon Quest a Kingdom Hearts, které jsou všechny RPG. Některé z her dosáhly výsledku přes deset milionů prodaných kopií.
Současný Square Enix je výsledkem fúze dvou společností: Enix a Square v dubnu 2003 s tím, že vzniklý Square Enix je nástupcem jen Enixu. V říjnu 2008 došlo k rozdělení společnosti tak, aby se osamostatnily divize, jež se nezabývají vývojem počítačových her. Vznikla tak holdingová společnost Square Enix Holdings s tím, že vývoj her je svěřen do nově vzniklé dceřiné společnosti Square Enix Co., Ltd. Společnost také koupila konkurenční firmu Eidos Interactive, která byla později sloučena se Square Enix Europe.

## Počítačové hry
- Final Fantasy Crystal Chronicles (2003)
- Sword of Mana (2003)
- Final Fantasy X-2 (2003)
- Dragon Quest V: Hand of the Heavenly Bride (2004)
- Final Fantasy I & II: Dawn of Souls (2004)
- Kingdom Hearts: Chain of Memories (2004)
- Kingdom Hearts II (2005)
- Life is Strange
- Tomb Raider